# Aux jardins de Murcie (film, 1923)
Pour les articles homonymes, voir Aux jardins de Murcie.
Pour plus de détails, voir Fiche technique et Distribution.
Aux jardins de Murcie est un film français réalisé par Louis Mercanton et René Hervil, tourné en 1923 à la ferme Turot, à Saint-Denis-du-Sig en Algérie. C'est la première adaptation de la pièce de José Feliu y Codina.

## Synopsis
Dans l’Espagne du Sud, non loin de Murcie, deux clans rivaux sont en guerre l’un contre l’autre. L’un est commandé par un riche propriétaire, Xavier, l’autre a à sa tête un fermier épris de justice et de liberté, Pencho. Au cours d’une bagarre, Xavier est blessé. Il est soigné par Maria del Carmen dont le blessé s’éprend. Pour éviter des représailles contre son fiancé Pencho, Maria accepte à contre-cœur d’épouser le riche Xavier. Celui-ci meurt et délie ainsi son infirmière bénévole de son serment.

## Fiche technique
- Titre : Aux jardins de Murcie
- Réalisation : René Hervil et Louis Mercanton
- Scénario : René Hervil et Louis Mercanton d'après la pièce éponyme de José Feliú y Codina (es)
- Traduction de la pièce de théâtre : Carlos de Battle, Antonin Lavergne
- Production : Société des films Mercanton
- Photographie : Wladimir Agnel et Raymond Agnel
- Pays de production :  France
- Format : Noir et blanc - Muet - 1,33:1 - 35 mm
- Genre : Drame
- Date de sortie : 
  - France : 19 octobre 1923

## Distribution
- Arlette Marchal : Maria del Carmen

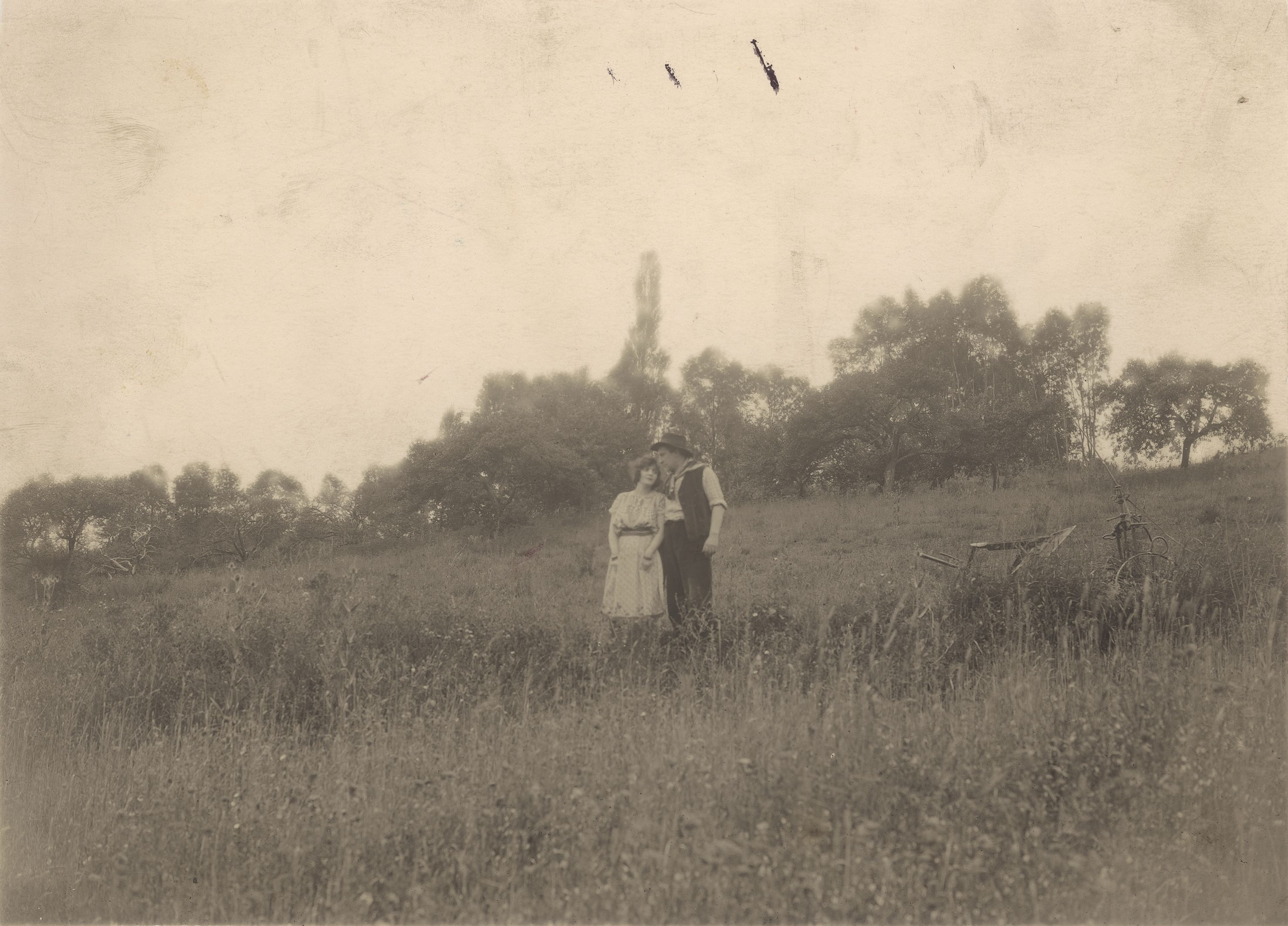
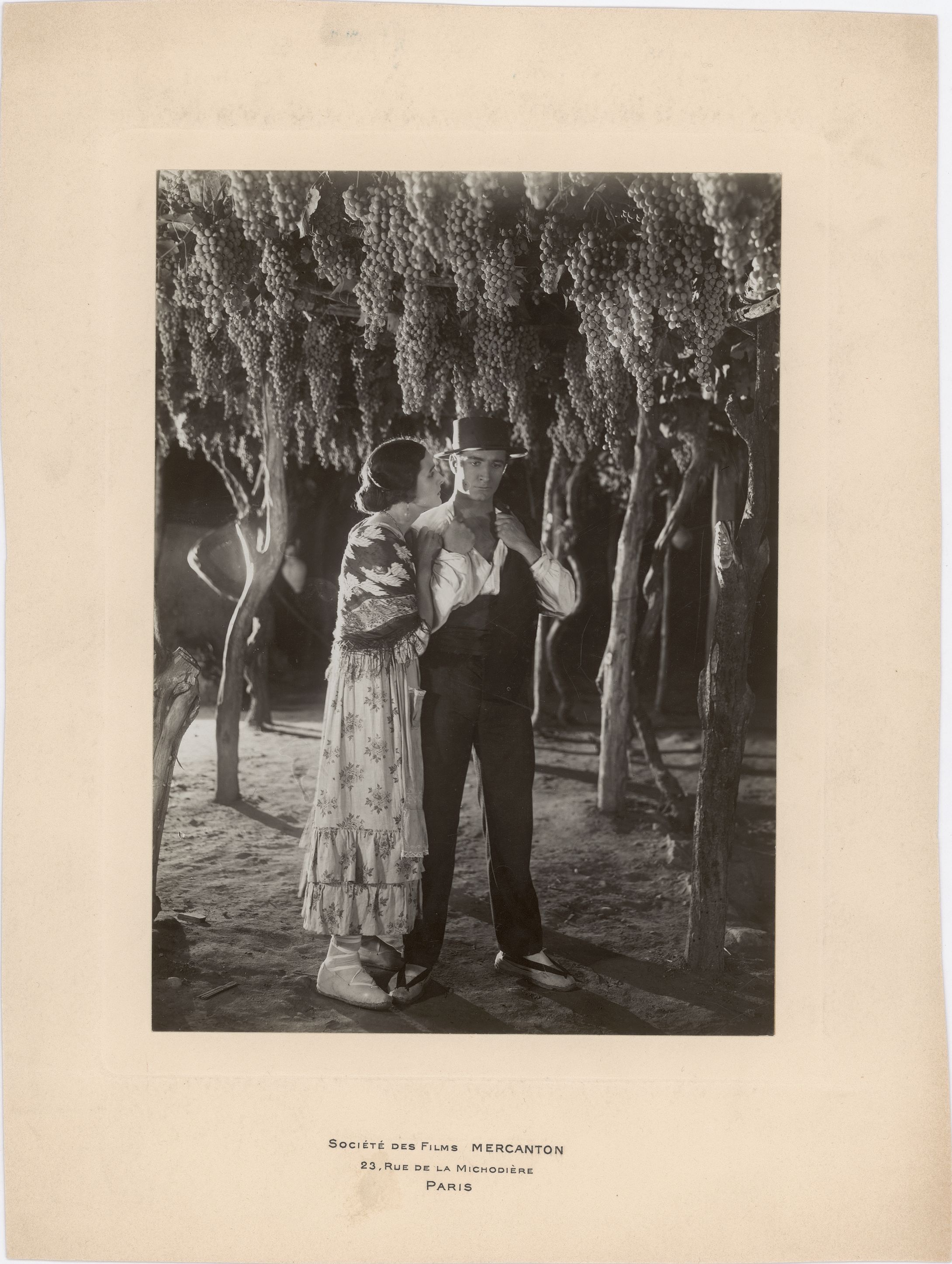
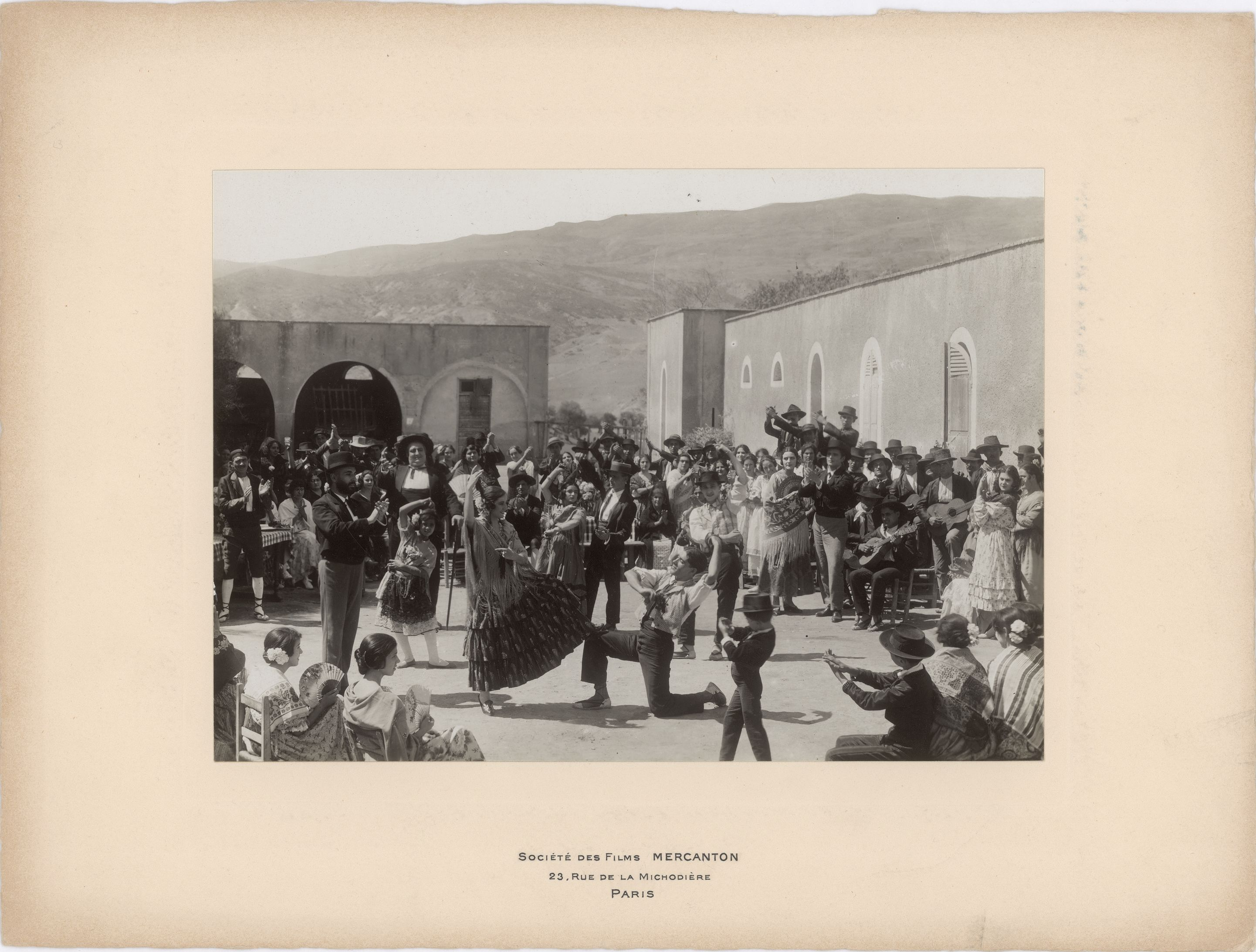
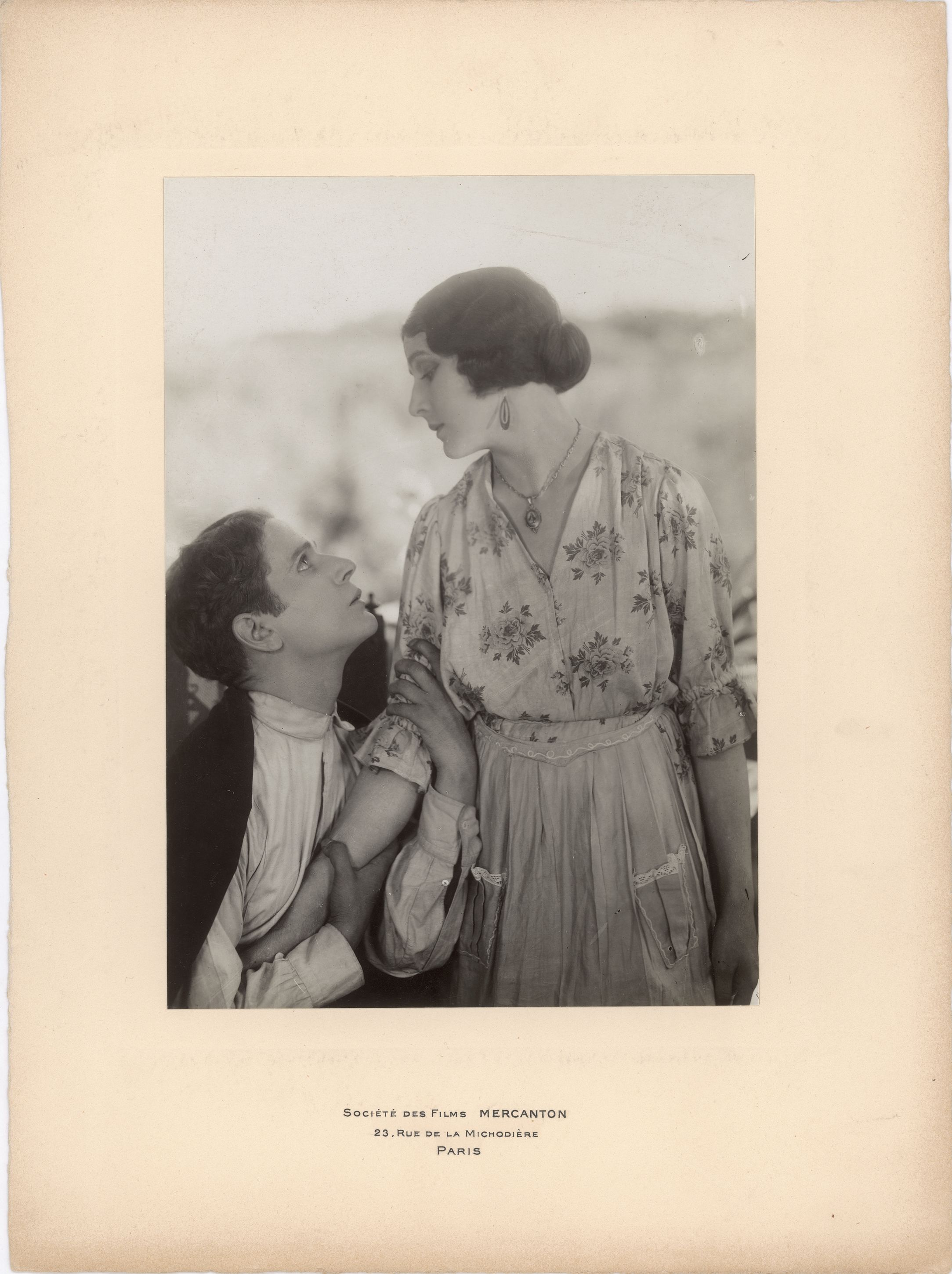

- Pierre Blanchar : Xavier
- Ginette Maddie : Fuensantica
- Pierre Daltour : Pancho
- Max Maxudian : Domingo
- Francis Simonin : Jusepico
- Jeanne Bérangère : la vieille
- Louis Monfils : L'Alcade
- Pâquerette : la mère de Maria